# Ripiceni
Ripiceni is een Roemeense gemeente in het district Botoșani.
Ripiceni telt 2301 inwoners.